# Boguszyn (województwo dolnośląskie)

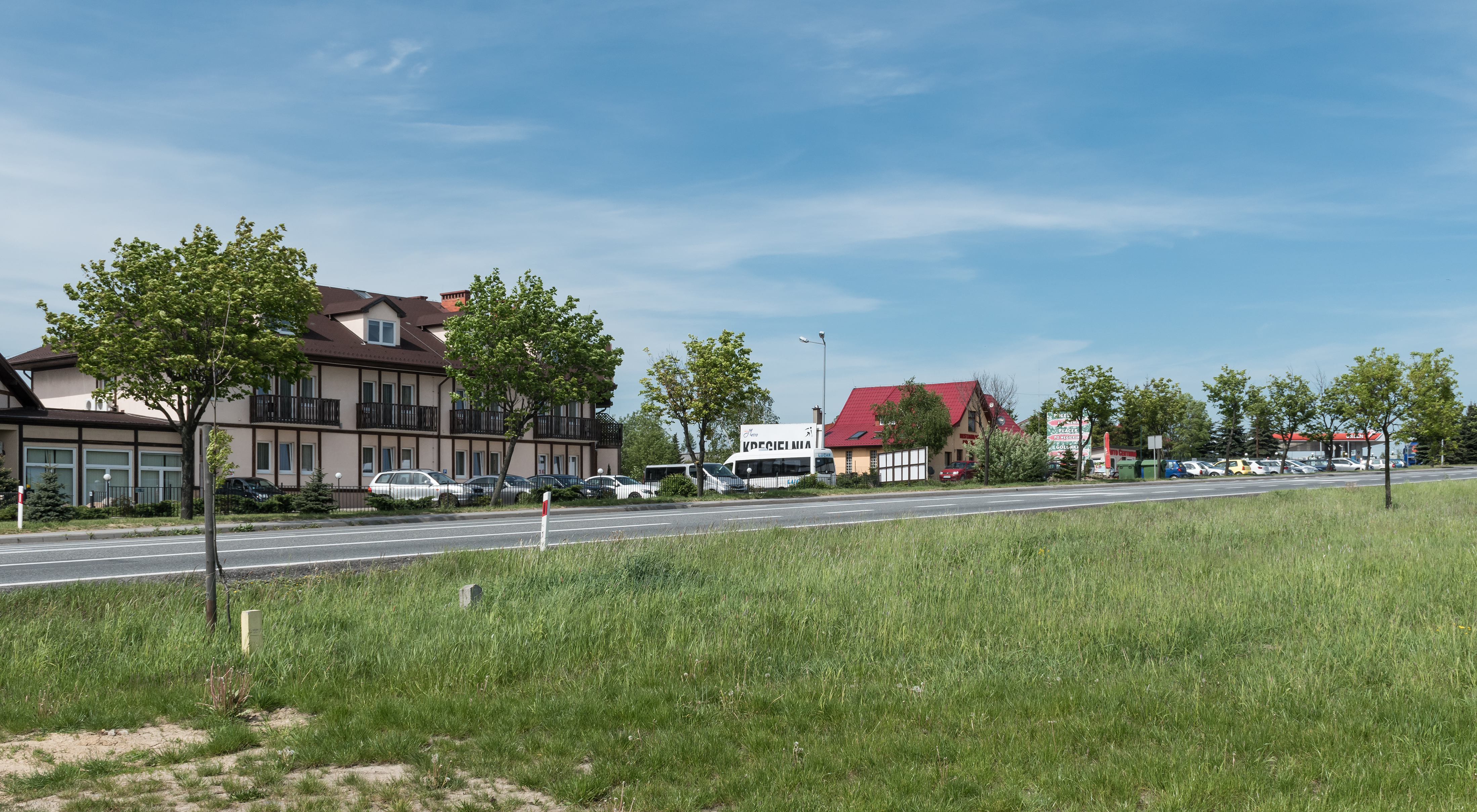
Łochów – przysiółek Boguszyna

Boguszyn (niem. Friedrichswartha) – wieś sołecka w Polsce, położona w województwie dolnośląskim, w powiecie kłodzkim, w gminie Kłodzko, ok. 2 km na północ od Kłodzka.
W przeszłości do wsi należały przysiółki:
- Łochów (niem. Feldhäuser)[4]

- Siódmak (niem. Siebenhäuser)[5]

- Wysoczyna (niem. Hochrosen)[6]

Obecnie nazwy niestandaryzowane.
Miejscowość położona jest na dawnym, starożytnym szlaku handlowym wiodącym z południa na północ Europy, zwanym szlakiem bursztynowym.

## Geografia

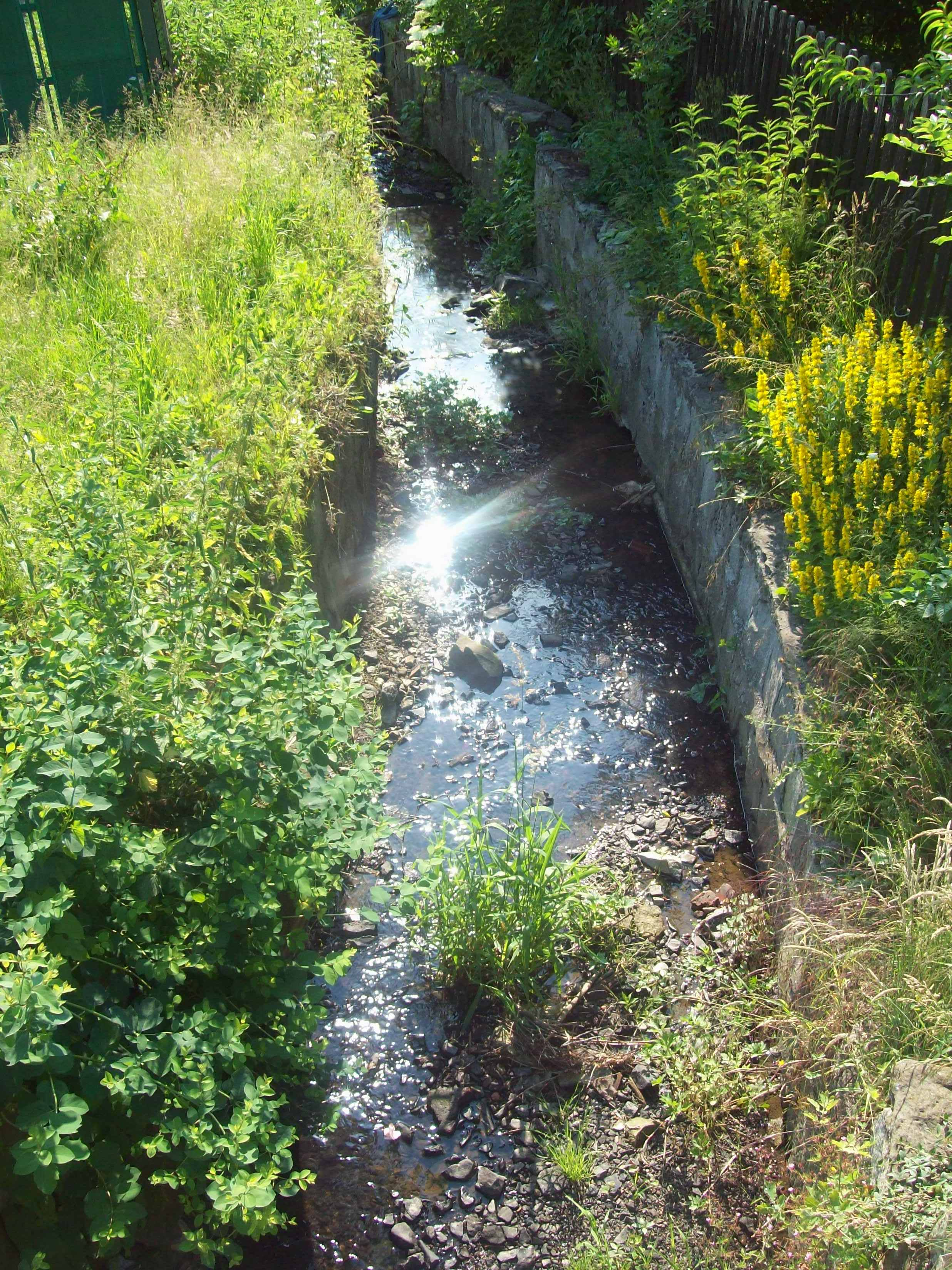
Strumyk przepływający przez Boguszyn

### Położenie geograficzne
Boguszyn położony jest w paśmie górskim Sudetów Środkowych, w Kotlinie Kłodzkiej, na styku z Górami Bardzkimi, w południowej części województwa dolnośląskiego. Graniczy z następującymi miejscowościami: Ławicą na zachodzie, Kłodzkiem na południu, Wojciechowicami na wschodzie i należącą do gminy Bardo Dębowiną.

### Warunki naturalne
Boguszyn jest rozległą i rozczłonkowaną wsią, w której skład wchodzi kilka części. Leży na wysokości ok. 290–440 m n.p.m. w dolinie dwóch niewielkich potoków, z których pierwszy jest bezimienny, zaś drugi nosi nazwę Dębinki, stanowiących prawe dopływy Nysy Kłodzkiej. Największa i najniżej położona część wsi, zwana dawniej Skibą, tworzy obecnie przedmieście Kłodzka, z którym sąsiaduje jego zabudowa (Jurandów). Z kolei najwyżej położona część Boguszyna ma charakter rozproszonej osady, położonej na malowniczo położonym grzbiecie, wchodzącym już w skład Gór Bardzkich, z którego rozciąga się widok na stolicę powiatu oraz całą ziemię kłodzką, z okalającymi ją pasmami górskimi.

### Budowa geologiczna
Okoliczne wzniesienia zbudowane są głównie z dolnokarbońskich zlepieńców i szarogłazów struktury bardzkiej. Jedynie w kierunku północnym ciągnie się soczewa łupków. W łupkach łyszczykowych występują chalkopiryty z żyłą kwarcytu zawierającą antymonit.

## Ludność
Ludność Boguszyna na przestrzeni stuleci kształtowała się w następujący sposób:

## Historia
| 1366 | Schibe              |
| 1414 | Scheibe zu Hassitz  |
| 1464 | Scheibe czu Hassicz |
| 1492 | Scheibe             |
| 1789 | Friedrichswarthe    |
| 1816 | Friedrichswartha    |
| 1945 | Skiba Boguszyn      |
| 1975 | Boguszyn            |

### Początki osady (do XVIII w.)
Dzieje Boguszyna są bardzo zawiłe, a to za sprawą tego, iż powstały one z połączenia kilku osad, które rozwijały się w różnym okresie. Był to teren zamieszkany od bardzo dawna, o czym świadczą znaleziska archeologiczne oraz fakt, iż od dawnych czasów przechodziły tędy główne szlaki komunikacyjne łączące Czechy ze Śląskiem. Na terenie dolnej części wsi zachowało się grodzisko w Skibie z XIII w
. Było ono wielokrotnie badane po 1960 r., kiedy to odkryto resztki wału kamienno-ziemnego i szczątki ceramiki. Powyżej, na terenie przysiółka Łochów, zachowało się drugie stanowisko archeologiczne, badane w połowie lat 60. XX w., które stanowić miało część wczesnośredniowiecznej osady kultury łużyckiej. W dawnych czasach miejsce to było określane mianem Burgstadel, a nazwy okolicznych wzniesień wyraźnie wskazują na jego obronny charakter. Według tradycji oraz nielicznych wzmianek źródłowych (1068) istniał tu jakiś czeski gródek, który miał być odpowiednikiem Barda po śląskiej stronie, broniący południowej części Przełomu Bardzkiego. Wiadomo na pewno, że gród ten był zniszczony już w 1365 r., a w 1409 r. został sprzedany przez Hannusa Tschetterwanga (Czeterwanga) gminie Goszyce, chociaż jeszcze w 1420 r. rodzina Tschetterwangów płaciła z niego czynsz. W późniejszym okresie prowadzono w jego miejscu wydobycie srebra na niewielką skalę. Przez Przełęcz Bardzką, położoną powyżej Boguszyna, wiodła ustalona ostatecznie przez pokój zielonoświątkowy w 1137 r. granica między Śląskiem a ziemią kłodzką, która w tamtym okresie należała do Czech.
U ujścia bezimiennego potoku do Nysy Kłodzkiej powstała najstarsza część Boguszyna – Skiba (Scheibe), chociaż również i ona powstała jako kolonia jeszcze bardziej starszych Goszyc. W 1404 r. jako jej posiadacz wymieniany był właściciel Goszyc – Hannus Czeterwang, który 10 lat później sprzedał Skibę swojemu krewnemu – Nitczkowi za 26 groszy praskich.
W tym czasie powstało tutaj również oddzielne dziedziczne, wolne sędziostwo, którego znanymi z imienia właścicielami byli: Janczko, wzmiankowany w 1492 i Johann Scheibsky (1495). Ten ostatni założył tutaj nowy folwark ze stawami nad Nysą Kłodzką, za co miał płacić 6 marek czynszu. Osada ta przez cały czas przynależała do parafii św. Wacława w Kłodzku, tak jak zresztą pozostałe okoliczne osady i przysiółki włącznie z Goszycami.

### Okres nowożytny

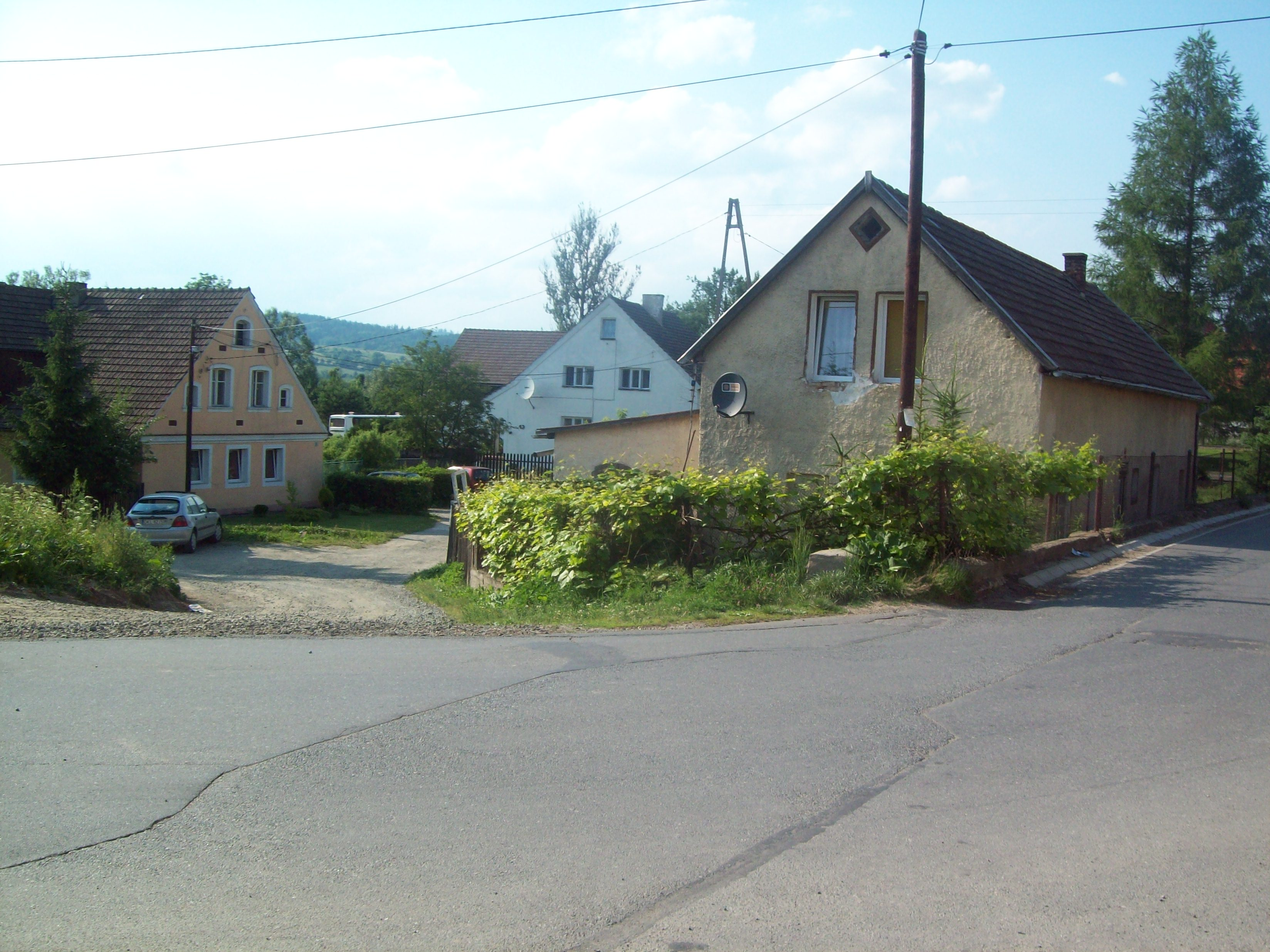
Zabudowa Boguszyna z początku XX stulecia

Rozwój dolnego Boguszyna (Skiby) przyniosła dopiero epoka nowożytna i przejście hrabstwa kłodzkiego pod panowanie Królestwa Prus. W 1776 r. w ramach kolonizacji fryderycjańskiej założono właściwy Boguszyn (niem. Friedrichswartha).
W 1765 r. właścicielem Skiby był von Burschka. Tę podkłodzką osadę zamieszkiwało wówczas 24 zagrodników i 4 chałupników, w tym 1 rzemieślnik. Niedługo potem na sąsiednim wzniesieniu, w bezpośrednim sąsiedztwie starego grodziska, wybudowano kaplicę mszalną. W późniejszym okresie ta część wsi była własnością baronowej von Roosen, która odsprzedała ją niejakiemu Gläserowi. W 1782 r. znajdowała się tu kaplica, dwór i folwark. Skiba liczyła 23 domostwa, w których mieszkało 21 zagrodników i chałupników oraz 3 rzemieślników. W tym czasie istniał też przysiółek Wysoczyzna (Hochrosen) założony jako kolonia Skiba, liczący tylko sześć domów. Górna część wsi – właściwy Boguszyn był posiadłością hr. Ludwiga Wilhelma von Schlabrendorfa, zamieszkiwały go 103 osoby. Było tu 20 zagród kolonistów i folwark oraz karczma, umiejscowiona przy trakcie pocztowym. Ponadto mieszkało tu 7 rzemieślników.

### XIX i XX w.

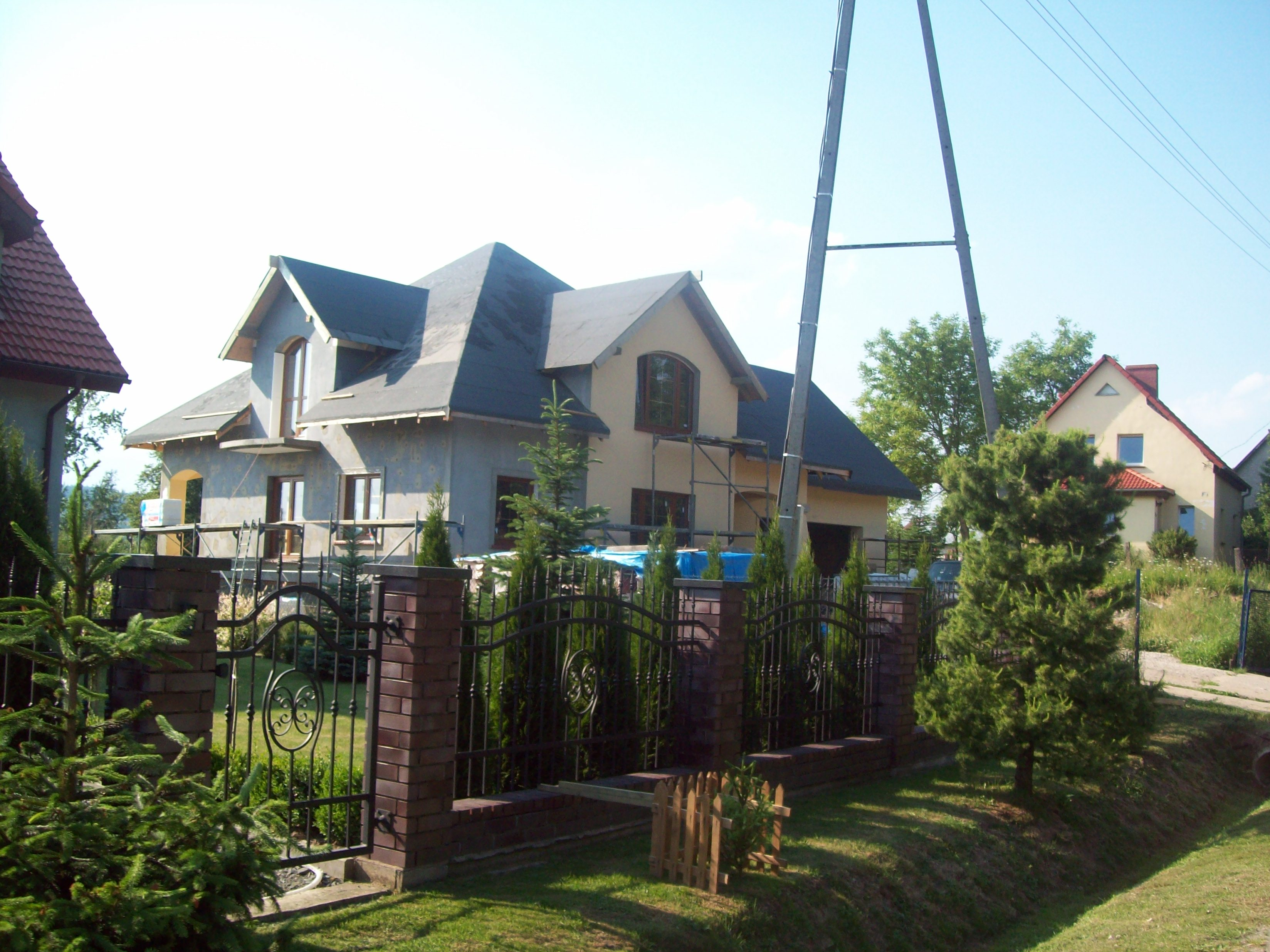
Od lat 90. XX wieku w Boguszynie powstają nowe domy jednorodzinne o charakterze willowym

W 1840 r. właścicielką Górnego Boguszyna była landgrafini Charlotta von Fürstenberg, a zamieszkiwało go 154 mieszkańców i 7 handlarzy w 24 budynkach. Znajdował się tu urząd celny, szkółka drzew, gospoda. Na terenie Boguszyna znajdował się także folwark Weinlichtgut z owczarnią, ale oficjalnie należał do Goszyc. Dolny Boguszyn (Skiba) należał do kapitana von Frobla. Mieszkało tu 156 ludzi w 29 budynkach. Ponadto w skład zabudowań wchodziły: dwór, kaplica, folwark, piec wapienniczy i cegielnia, która według danych z 1840 r. produkowała 30 200 cegieł i dachówek. Do tej części wsi należała jeszcze kolonia Wysoczyzna z jednym budynkiem i trzema mieszkańcami.
W 1849 r. zbudowano nową szosę z Barda do Kłodzka omijającą Skibę, a przechodzącą przez właściwy Boguszyn. W tym czasie powstała również, jak można domniemywać, kolejna kolonia Boguszyna – Łochów (Feldhäuser) w rejonie Przełęczy Bardzkiej oraz Siódmak (Siebenhauser), a także nowe zagrody i folwarki rozproszone w najbliższej okolicy. Zapoczątkowało to proces scalania miejscowości. Jako pierwszą połączono kolonię Skiby z Boguszynem, a następnie w okresie dwudziestolecia międzywojennego całą Skibę przyłączono do Boguszyna tworząc jedną wieś.

### W granicach Polski
W 1945 r. po przegranej III Rzeszy decyzją mocarstw zachodnich ziemia kłodzka została przyłączona do państwa polskiego. Pod względem administracyjnym należała do województwa wrocławskiego, powiatu kłodzkiego i gminy wiejskiej Kłodzko. Po likwidacji gmin w 1954 r. i wprowadzeniu w ich miejsce gromad Boguszyn wchodził w skład gromady Wojciechowice. Po kolejnej reformie administracyjnej w 1975 r. miejscowość administracyjnie należała do województwa wałbrzyskiego. od 1 stycznia 1999 r. wchodzi w skład województwa dolnośląskiego.
Bezpośrednio po wojnie także dolny fragment Boguszyna przyłączono do Kłodzka i wraz z Goszycami przemianowano na Jurandów. W Boguszynie począwszy od lat 90. XX wieku obserwowany jest rozwój budownictwa jednorodzinnego w postaci domów jednorodzinnych oraz willi.

## Edukacja i kultura
W Boguszynie nie ma szkół, wobec czego tutejsze dzieci w wieku 6–13 lat uczęszczają do Szkoły Podstawowej nr 2 im. Jana Pawła II w Kłodzku przy ul. Zamiejskiej 24. Po jej ukończeniu z reguły kontynuują naukę na poziomie gimnazjalnym i średnim głównie w Kłodzku.
We wsi znajduje się świetlica, którą opiekuje się Anna Czyszczoń.

## Religia
Większość mieszkańców Boguszyna jest wyznania rzymskokatolickiego i podlega parafii Niepokalanego Poczęcia Najświętszej Maryi Panny w Kłodzku-Jurandowie.
W 1927 roku w górnej części wsi przy drodze krajowej nr 8 stare zabudowania folwarczne zostały zaadaptowane na klasztor sióstr franciszkanek szpitalnych, w którym urządzono kaplicę św. Moniki.

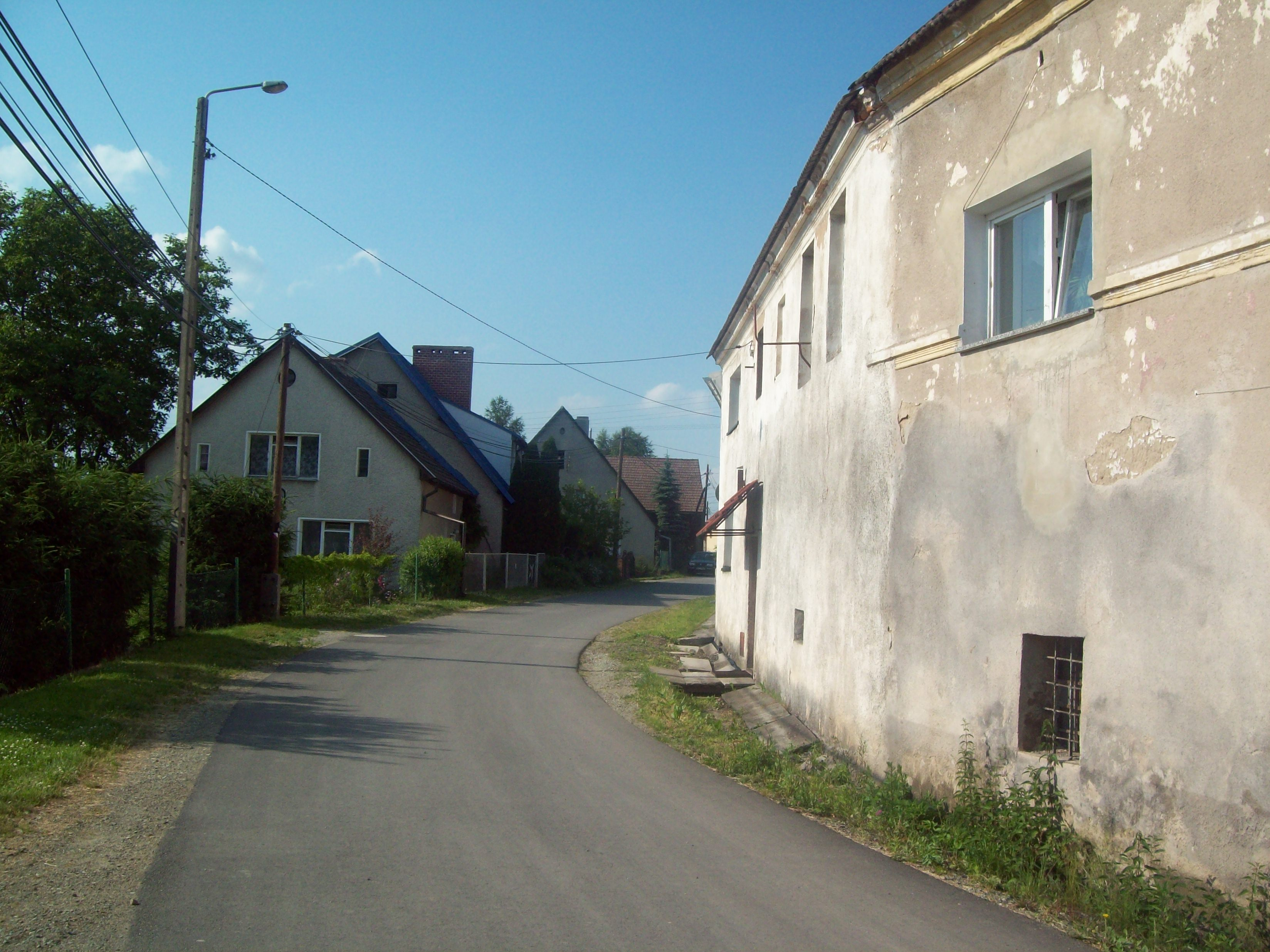
Zabudowa południowego Boguszyna

## Administracja
Boguszyn po zakończeniu II wojny światowej znalazł się w granicach Polski. Wszedł w skład województwa wrocławskiego, powiatu kłodzkiego i gminy Kłodzko. Po likwidacji gmin w 1954 r. i powołaniu w ich miejsce gromad, wieś została przyłączona do gromady z siedzibą w Wojciechowicach. Po zmianach w administracji terenowej w latach 70. XX w. osada weszła ponownie w skład gminy Kłodzko i województwa wałbrzyskiego.
Boguszyn tworzy od 1990 r. w ramach Gminy Kłodzko odrębną pomocniczą jednostkę administracyjną – sołectwo na czele którego stoi wybierany przez mieszkańców wsi sołtys mający do pomocy Radę Sołecką. Mieszkańcy wsi w wyborach powszechnych wybierają również na 5-letnią kadencję jednego radnego do Rady Gminy Kłodzko, tworząc z Ławicą, Młynowem, Morzyszowem, Podtyniem i Ścinawicą jeden okręg wyborczy.

## Architektura i urbanistyka

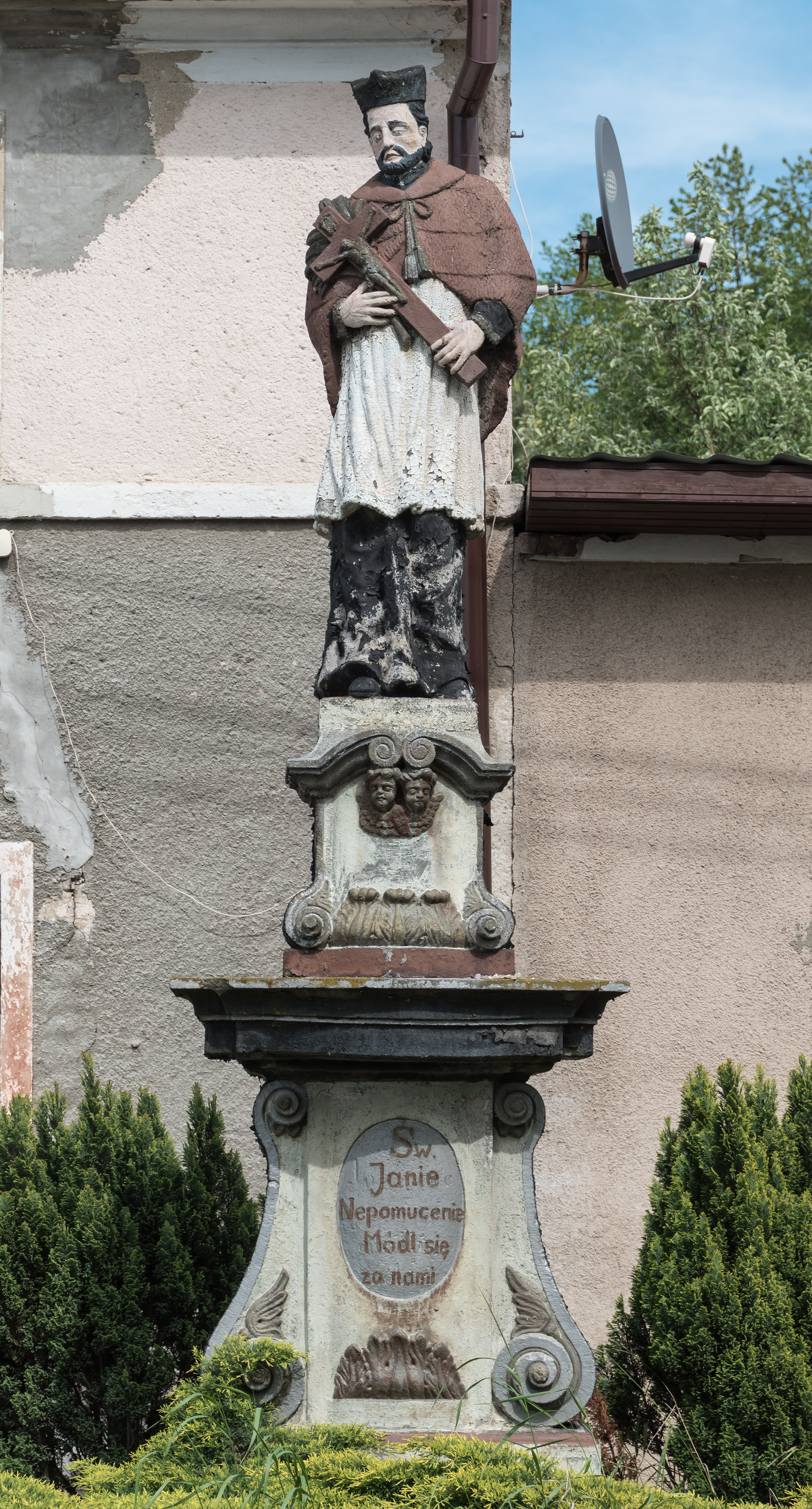
Figura św. Jana Nepomucena z początku XIX w.

Boguszyn zachował pierwotny układ wsi łańcuchowej w rejonie dawnej Skiby, który został nieco zniekształcony i przerzedzony przez nowszą zabudowę. Większa część zachowanych domów i budynków gospodarczych pochodzi z XIX w. Do cenniejszych obiektów, lecz niezabytkowych zaliczyć można:
- Kaplica św. Krzyża – barokowa z 1732 r., centralna nakryta kopułą z latarnią; zachował się w niej kamienny portal z uszakowatym obramieniem i półkoliste okna[14]. Sklepienie pokrywa fresk, a w ołtarzu głównym znajduje się obraz olejny Ukrzyżowanie, zaś na ścianie Matka Boska z Dzieciątkiem – oba z XIX w. oraz 2 polichromowane rzeźby z XVIII w.: Pietà i Św. Franciszek z Asyżu o znamionach baroku ludowego[14];
- Kolumna Maryjna – barokowa, znajduje się na Przełęczy Bardzkiej, zwieńczona jest figurą Matki Bożej z Dzieciątkiem[14]. Została ufundowana przez Ignatza Ilgnera, rajcę kłodzkiego jako wotum po nieoczekiwanym odwrocie Prusaków 9 stycznia 1741 r.[33]
- Figura św. Jana Nepomucena – z początku XIX w., stoi w dolnej części wsi na skrzyżowaniu dróg,

## Infrastruktura

### Transport
Najbliższa stacja kolejowa znajduje się 1 km od centrum wsi w kłodzkim Jurandowie – Kłodzko Główne, przez które przechodzi linia kolejowa nr 276 (Wrocław Główny-Międzylesie).
Przez miejscowość przechodzi ważna trasa europejska 8 (E67).

### Bezpieczeństwo
W zakresie ochrony przeciwpożarowej oraz innych miejscowych zagrożeń – Boguszyn podlega rejonowi działania Powiatowej Straży Pożarnej oraz Komendy Powiatowej Policji w Kłodzku. Funkcję dzielnicowego sprawuje mł. asp. Anna Rydzak. Podstawowe ratownictwo medyczne zapewnia położony na południu Szpital Powiatowy w kłodzkim Jurandowie.

## Gospodarka
Powierzchnia wsi wynosi 368 ha, z czego większą część stanowią użytki rolne, z których przeważają łąki i pastwiska, natomiast lasy porastają tylko wzniesienia Grzbietu Wschodniego Gór Bardzkich, wznoszących się na północy i północnym wschodzie.
| Rodzaj               | Powierzchnia (ha) | %      |
| -------------------- | ----------------- | ------ |
| użytki rolne         | 298               | 80,97% |
| tereny zamieszkane   | 39                | 6,34%  |
| użytki rolne         | 49                | 12,69% |
| Powierzchnia wsi (Σ) | 386               | 100%   |

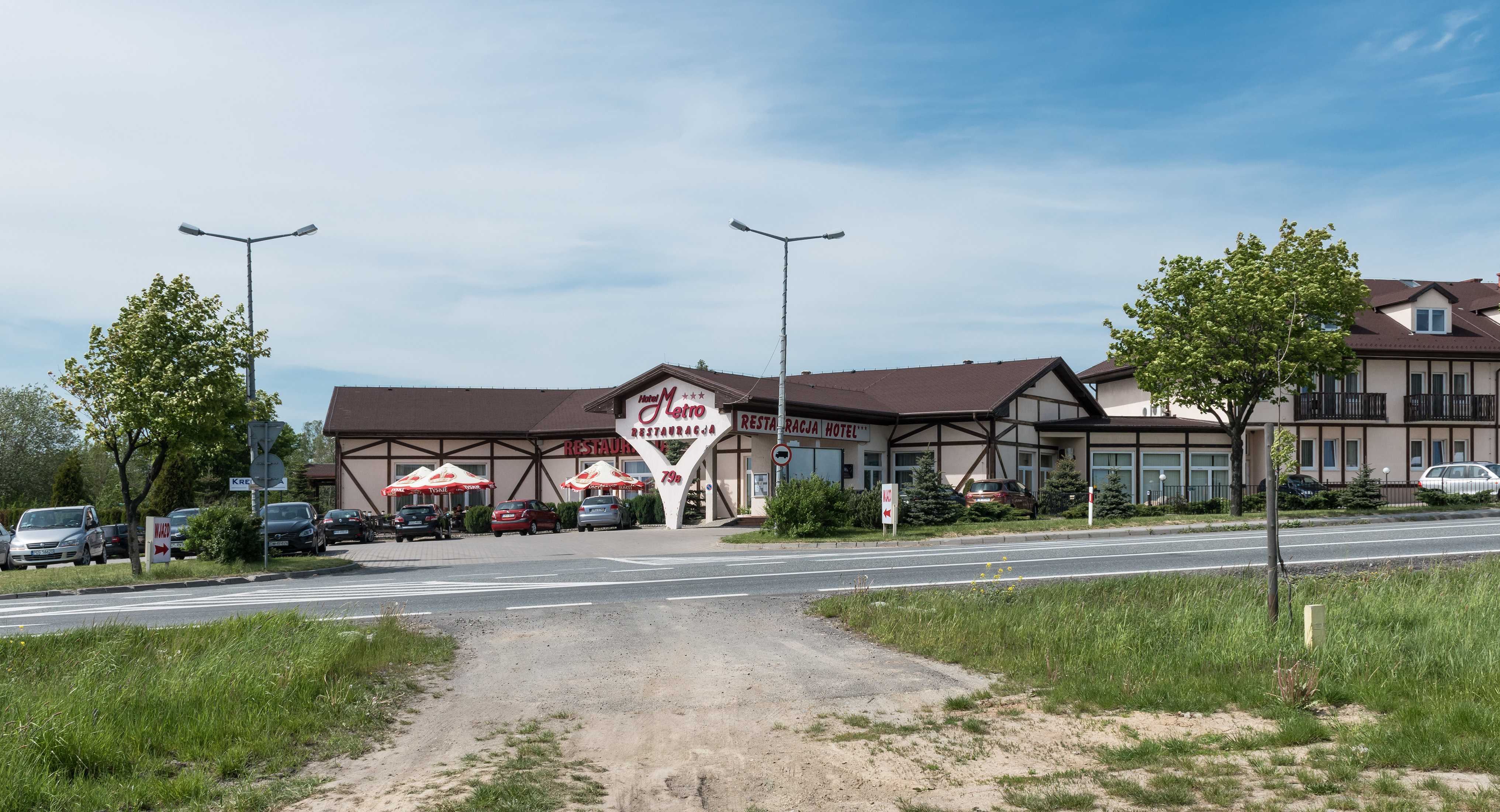
Zajazd Metro View w Boguszynie

Przez cały okres istnienia wsi w jej gospodarce dominowało rolnictwo. Nie zmieniło się to również po 1945 r. W Boguszynie istnieją dobre warunki dla rozwoju hodowli zwierząt. Ponadto wieś posiada bardzo wielkie walory widokowe i jest położona przy bardzo ruchliwej drodze o dużym znaczeniu turystycznym, ale nie wpływa to na jego rozwój i wykorzystanie w pełni jej walorów. Częściowo to zmieniło się na początku XXI wieku, kiedy wybudowano w 2004 r. trzygwiazdkowy hotel Metro.

## Ciekawostki[37]
- W 1471 r. w Boguszynie książę Henryk I Starszy z Podiebradów witał uroczyście w imieniu panów czeskich króla Władysława Jagiellończyka, udającego się do Pragi na koronację,
- 13 kwietnia 1807 r. pod Boguszynem miała miejsca potyczka, stoczona przez oddziały pruskie i francuskie, chcące opanować twierdzę kłodzką,
- Pod koniec XIX w. Boguszyn był celem częstych wycieczek mieszkańców Kłodzka i Barda, których do miejscowości przyciągały jej walory krajobrazowe, kaplica na Kalvarienbergu oraz wydarzenia związane z walkami o granicę polsko-czeską w średniowieczu; chętnie korzystano z lokalnej gospody, która polecana była przez przewodniki.